# Ukraine Air Alliance
Ukraine Air Alliance è una compagnia aerea cargo con sede a Kiev, Ucraina. Opera servizi verso Asia, Africa ed Europa. Le sue basi principali sono l'aeroporto Internazionale di Boryspil (KBP) e l'aeroporto Internazionale di Zhuliany (IEV).

## Storia
La compagnia aerea è stata fondata il 28 febbraio 1992 e ha iniziato a operare nel 1993. Si è registrata presso le autorità ucraine come società per azioni ed è stata una delle prime compagnie aeree private in Ucraina a ottenere lo status internazionale attraverso la registrazione presso l'ICAO. La compagnia aerea ha ottenuto una "decisione TCO positiva" nel febbraio 2017, ma dal 5 ottobre 2019 è stata revocata e la compagnia aerea non è più autorizzata a operare nello spazio aereo dell'UE.
Il 31 gennaio 2020, Ukraine Air Alliance ha ricevuto con successo il rinnovo del certificato di operatore aereo e opera 4 Antonov An-12. Tutti gli aeromobili sono equipaggiati secondo i più recenti requisiti dell'ICAO e dell'EASA. La compagnia aerea ha superato le ispezioni SAFA per la conformità ai più alti standard di sicurezza di volo.

## Flotta

### Flotta attuale
A dicembre 2022 la flotta di Ukraine Air Alliance è composta da 4 Antonov An-12.

### Flotta storica
Ukraine Air Alliance operava in precedenza con i seguenti aeromobili:
- Antonov An-2
- Antonov An-24
- Antonov An-26B
- Antonov An-28
- Antonov An-32B
- Antonov An-74
- Antonov An-124-100
- Ilyushin Il-76MD
- Ilyushin Il-76TD
- Mil Mi-8MT

## Incidenti
- 9 agosto 2013: il volo Ukraine Air Alliance 751, operato con un Antonov An-12BK (UR-CAG), è bruciato al suolo all'aeroporto di Lipsia, in Germania. L'aereo era stato caricato con pulcini vivi e si stava preparando al decollo quando è scoppiato un incendio nella zona di carico. L'equipaggio è riuscito a fuggire prima che l'incendio distruggesse completamente il velivolo. Un'indagine ha rivelato che l'origine dell'incendio derivava da un guasto non circoscritto all'unità di potenza ausiliaria (APU).[5]
- 30 agosto 2014: il volo Ukraine Air Alliance 4012, un An-12BK (UR-DWF) si è schiantato su un terreno montuoso poco dopo la partenza dall'aeroporto di Tamanrasset, in Algeria, per Malabo, in Guinea Equatoriale. Non ci sono stati sopravvissuti tra i sette membri dell'equipaggio.[6]
- 4 ottobre 2019: il volo Ukraine Air Alliance 4050 si è schiantato nell'avvicinamento all'aeroporto di Leopoli, durante un volo tra Vigo, Spagna, e Istanbul, Turchia, con scalo a Leopoli, Ucraina, causando la morte di cinque persone e il ferimento di altre tre.[7]